# Pleurothallis nanella
Pleurothallis nanella är en orkidéart som beskrevs av Carlyle August Luer och Alexander Charles Hirtz. Pleurothallis nanella ingår i släktet Pleurothallis och familjen orkidéer.
Artens utbredningsområde är Ecuador. Inga underarter finns listade i Catalogue of Life.